# Fermiïta
La fermiïta és un mineral de la classe dels sulfats. Rep el nom en honor del doctor Enrico Fermi (29 de setembre de 1901, Roma, Itàlia - 28 de novembre de 1954, Chicago, Illinois, Estats Units), físic teòric i experimental italoamericà. Va fer contribucions significatives a la teoria quàntica, la física nuclear i de partícules i la mecànica estadística. Va ser guardonat amb el premi Nobel de física de 1938.

## Característiques
La fermiïta és un sulfat de fórmula química Na₄(UO₂)(SO₄)₃(H₂O)₃. Va ser aprovada com a espècie vàlida per l'Associació Mineralògica Internacional l'any 2014, sent publicada per primera vegada un any després. Cristal·litza en el sistema ortoròmbic. La seva duresa a l'escala de Mohs és 2,5.
Les mostres que van servir per a determinar l'espècie, el que es coneix com a material tipus, es troben conservades a les col·leccions mineralògiques del Museu d'Història Natural del Comtat de Los Angeles, a Los Angeles (Califòrnia) amb els números de catàleg: 65546, 65547 i 65548, i al Museu Mineralògic Fersmann, de l'Acadèmia de Ciències de Rússia, a Moscou (Rússia).

## Formació i jaciments
Va ser descoberta a la mina Blue Lizard, situada al Red Canyon del comtat de San Juan (Utah, Estats Units), on es troba en forma de prismes amb hàbit facial {101}, de fins a ~ 0,5 mm de llarg, i en agregats subparal·lels o irregulars. També ha estat descrita a la propera mina Markey, sent aquestes dues mines els únics indrets a tot el planeta on ha estat descrita aquesta espècie mineral.